# 24-Stunden-Mofarennen von Speinshart

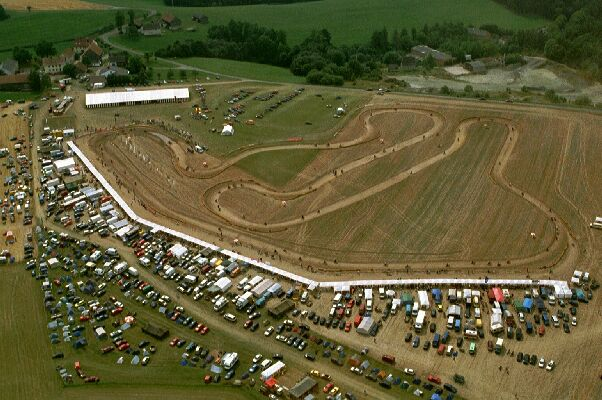
Das Rennen 2001

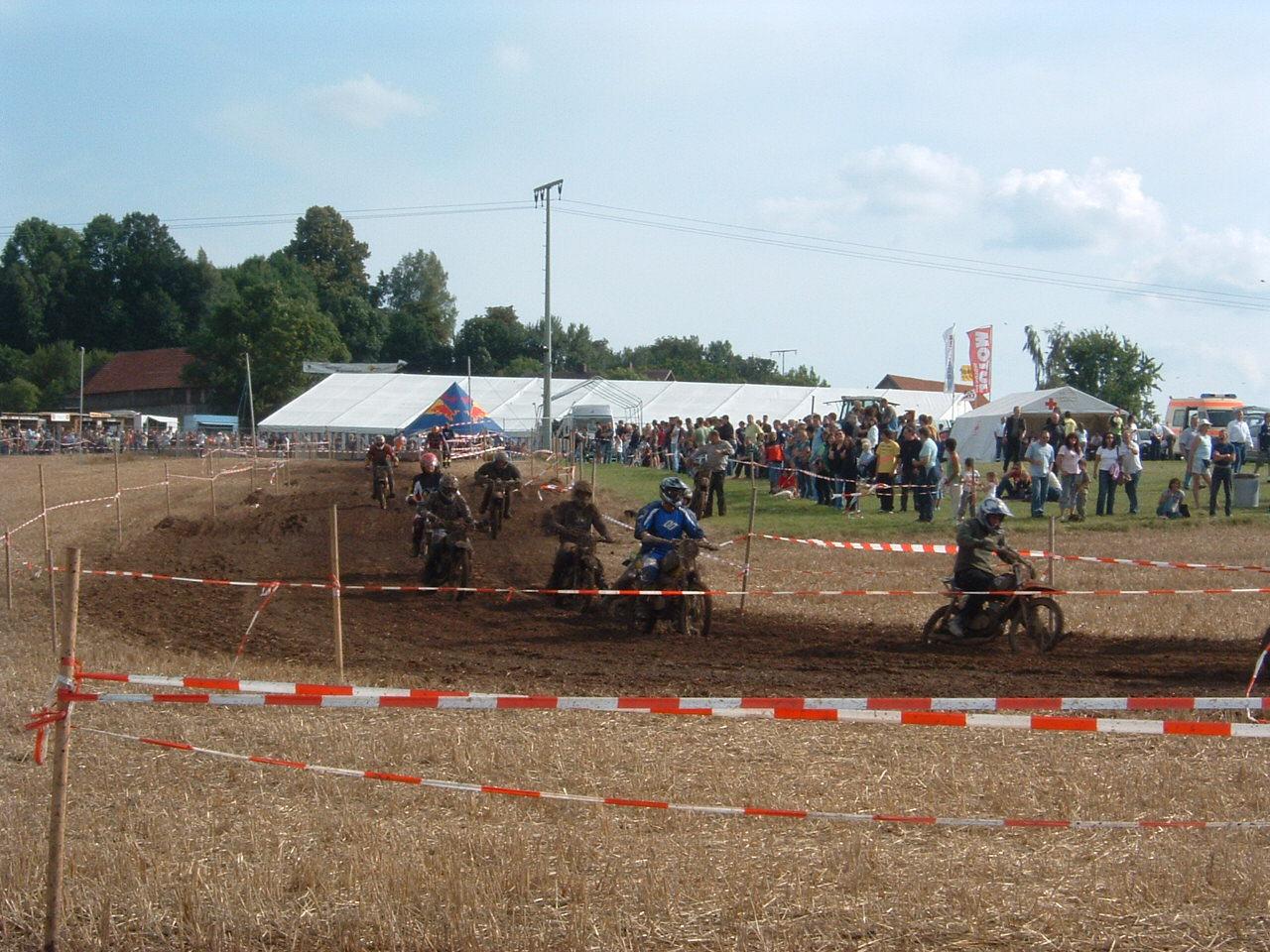
24 Stunden Mofarennen von Speinshart (17. August 2008) - panoramio

Das 24-h-Mofarennen von Speinshart war eines der ersten Mofarennen in Deutschland. Es wurde von 1997 bis 2010 in Barbaraberg bei Speinshart vom Motorradclub Weekend Warriors veranstaltet. 2021 fand unter dem Veranstalter Stefan Groß wieder ein Rennen in Burkhardsreuth und 2022 sowie 2024 in Feilersdorf statt.

## Geschichte
1997 fand dieses Rennen zum ersten Mal statt. Nach und nach fand es viele Nachahmer. Zu Beginn war es eine reine Spaßveranstaltung mit nur elf Teams. Das Rennen wurde jedes Jahr von mehr Teams (am Schluss bis zu hundert) mit je drei Fahrern aus Süddeutschland und Österreich bestritten. Dadurch war auch eine umfangreichere Organisation nötig und es wurde ein entsprechendes Rahmenprogramm geboten.

## Ablauf
Gefahren wurde mit Mofas, die Fahrzeuge mussten älter als Baujahr 1990 sein. Die Maschinen wurden von jedem Team ganz individuell umgebaut und auf Geländegängigkeit getrimmt. Streng geregelt waren der Hubraum des Motors (maximal 50 cm³), die maximale Geschwindigkeit (50 km/h) sowie der maximale Lärmpegel (105 dB).
Der Rundkurs verlief auf Naturboden und hatte eine Länge von rund 1 km. Schikanen, Schlammlöcher und Sprunghügel erschwerten die Fahrt. Nach 24 Stunden Fahrzeit, die auf zwei Tage verteilt waren, stand der Sieger fest. Gewonnen hatte das Team, das die meisten Runden absolviert hat. Es wurde nur tagsüber gefahren.

## Sieger
Der Sieger erhielt einen Wanderpokal, zusätzlich gab es eine Damenwertung.
| Jahr | Team                                   | Mofa     |
| ---- | -------------------------------------- | -------- |
| 1997 | es konnte kein Sieger ermittelt werden | –        |
| 1998 | Sprengkommando Münchsreuth             | Zündapp  |
| 1999 | Motorrad-Stammtisch Pressath           | KTM      |
| 2000 | Sprengkommando Münchsreuth             | Zündapp  |
| 2001 | Sprengkommando Münchsreuth             | Zündapp  |
| 2002 | Robeis Racing Team Amberg              | Hercules |
| 2003 | MSC Racer Euerdorf                     | Kreidler |
| 2004 | MCO Schluchtenflitzer Oberbibrach      | Zündapp  |
| 2005 | Sprengkommando Münchsreuth             | Zündapp  |
| 2006 | MSC Racer Euerdorf                     | Kreidler |
| 2007 | MSC Racer Euerdorf                     | Kreidler |
| 2008 | Bergmafia Racing Seitenthal            | Zündapp  |
| 2009 | Bergmafia Racing Seitenthal            | Zündapp  |
| 2010 | Bergmafia Racing Seitenthal            | Zündapp  |
| 2021 | Gratler Racing Schlammersdorf          | Zündapp  |
| 2022 | Bergmafia Racing Seitenthal            | Zündapp  |
| 2024 | Sprengkommando Münchsreuth             | Zündapp  |